# Antoine Darquier de Pellepoix

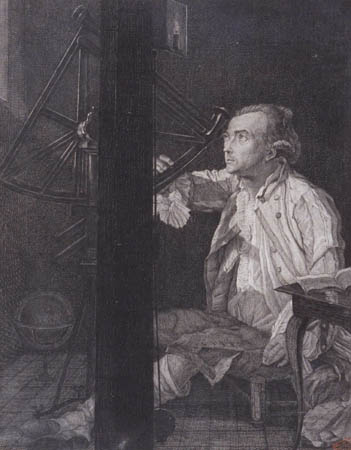
Antoine Darquier de Pellepoix

Antoine Darquier de Pellepoix (ur. 23 listopada 1718, zm. 18 stycznia 1802) – francuski astronom. Urodził się, pracował i zmarł w Tuluzie.
W 1779, podczas obserwacji komety, odkrył Mgławicę Pierścień. Użył do tego 2,5-calowego refraktora achromatycznego (ogniskowa 110 cm). Tego samego teleskopu użył do obserwacji plam na Słońcu i innych zjawisk astronomicznych. Ich wyniki spisał w dziele Observations Astronomiques faites à Toulouse (wydane w roku 1777 w Awinion).
W 1781 jako jeden z pierwszych dokonał obserwacji nowo odkrytego Urana i obliczył parametry jego orbity.
W latach 1791 do 1798 stworzył pozycyjny katalog gwiazd, który Jérôme Lalande włączył do swojego katalogu prawie 50 tysięcy gwiazd. Przetłumaczył także na język francuski Listy Kosmologiczne Johanna Lamberta.